# Droga krajowa B84 (Niemcy)
Droga krajowa 84 (niem. Bundesstraße 84, B 84) – niemiecka droga krajowa przebiegająca  z południa na północ od skrzyżowania z drogą B27 w Hünfeld w Hesji do skrzyżowania z drogą B249 na obwodnicy Ebeleben w Turyngii.

## Miejscowości leżące przy B84

### Hesja
Hünfeld, Neuwirtshaus, Rasdorf.

### Turyngia
Buttlar, Sünna, Vacha, Oberzella, Kieselbach, Dönges, Marksuhl, Förtha, Epichnellen, Eisenach, Stockhausen, Behringen, Oesterbehringen, Reichenbach, Bad Langensalza, Merxleben, Kirchheilingen, Allmenhausen, Billeben, Ebeleben.